# Ödets nyck
Ödets nyck är en polsk film  skriven och regisserad av Krzysztof Kieślowski. Filmen spelades in 1981 men fick inte premiär förrän 1987.

## Handling
Filmen är en skildring av hur tillfälligheter kan bestämma en människas öde. En man ses springa för att hinna med ett tåg och därefter ges tre alternativa scenarion om vad som händer med hans fortsatta liv.

## Rollista
- Bogusław Linda – Witek
- Tadeusz Łomnicki – 1. Werner
- Zbigniew Zapasiewicz – 1. Adam
- Boguslawa Pawelec – 1. Czuszka
- Marzena Trybala – 2. Werka
- Jacek Borkowski – 2. Marek
- Jacek Sas-Uhrynowski – 2. Daniel
- Adam Ferency – 2. Ksiądz
- Monika Gozdzik – 3. Olga
- Zygmunt Hubner – 3. Dziekan
- Irena Byrska – 3. Ciotka

## Inflytande
Den amerikansk-brittiska filmen Sliding Doors och den tyska filmen Spring Lola har liknande handlingar inspirerade av Ödets nyck.